# フリッツ・ロージヒカイト
フリッツ・ロージヒカイト（Fritz Losigkeit、1913年11月17日 - 1994年1月14日）は、第二次世界大戦時のドイツ空軍の軍人。68機を撃墜したエース・パイロットとして騎士鉄十字勲章を授与され、戦闘機部隊の第51戦闘航空団と第77戦闘航空団の戦闘航空団司令を務めた。

## 履歴

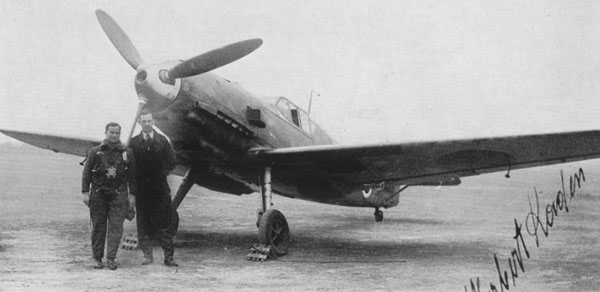
大日本帝国陸軍が購入したメッサーシュミット Bf 109

フリッツ・ロージヒカイトは1913年11月17日にベルリン＝テーゲルで生まれ、プロイセン州警察学校に入校してから後に飛行訓練生に選ばれた。卒業後、第132戦闘航空団（JG 132）に配属され、1938年3月にコンドル軍団の第88戦闘飛行隊（J/88）に転属しスペイン内戦の間はハインケル He 51に搭乗していた。ロージヒカイトは同年5月31日に20mm高射機関砲に撃墜され、1939年2月に脱走するまで捕虜となっていた。スペイン内戦での功によりロージヒカイトは剣付スペイン十字章銀章を授与された。
その後第26戦闘航空団（JG 26）に転属し、メッサーシュミット Bf 109に搭乗したロージヒカイトはフランス侵攻作戦中の1940年5月28日に初の撃墜を記録した。航空戦がイギリスに転じるとロージヒカイトは更に4機を撃墜して9月にはエース・パイロットとなった。続く8ヶ月間でロージヒカイトはJG 26／第2中隊の中隊長となり100回以上の戦闘任務に出撃した。
1941年5月にロージヒカイトは同盟国日本への外交特使に任命され、1942年1月まで務めたこの期間中、メッサーシュミット社のテスト・パイロットであるヴィルヘルム・シュテーアと共に、大日本帝国陸軍の飛行実験部実験隊にて日本人パイロットが操縦する中島製のキ44（のちの二式単座戦闘機「鍾馗」）を相手に、日本陸軍が研究機として購入・輸入していたBf 109Eを使用してドイツ空軍の航空戦闘戦術の演習を行った。また特筆すべき点として、ロージヒカイトらはこの際に日本陸軍に対し「ロッテ戦法」を教授しており、ノモンハン事件の戦訓により海軍と異なり近代空戦に理解が深かった日本陸軍航空部隊の更なる質の向上に貢献している。
シュテーアと異なりヨーロッパに戻ることを希望したロージヒカイトは、ドイツの封鎖突破船「エルザ・エスベルガー号」（MSS Elsa Essberger）に乗船して無事に辿り着けるかどうか定かでないドイツへの帰路についた。

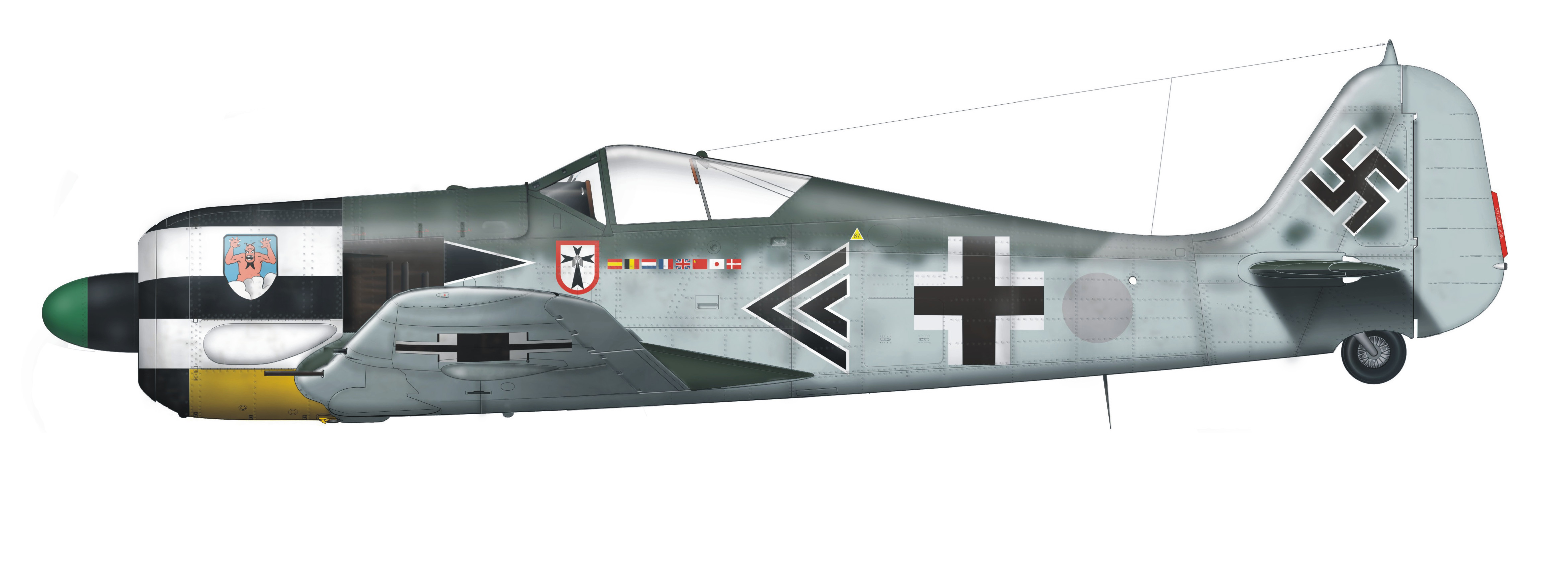
第1戦闘航空団/第I飛行隊時代の乗機フォッケウルフ Fw 190A-4

2万3,300 kmの旅の末に帰還したロージヒカイトはアドルフ・ガーランド将軍の命により直ちにロージヒカイト特別部隊を編成し、ノルウェーでの海軍と巡洋戦艦シャルンホルストに対する戦闘機による支援活動を指揮した。この特別任務が完了するとロージヒカイトはベルリン=ヴェルノイヘンで第1戦闘航空団/第IV飛行隊の飛行隊長になり、後にこの部隊は第1戦闘航空団/第I飛行隊となった。西部の基地に配備されたロージヒカイトの部隊はドイツへ向かうデ・ハビランド モスキート偵察機とボーイング B-17爆撃機を迎撃する任務を担っていた。1943年7月にロージヒカイト少佐は第51戦闘航空団（JG 51）"メルダース"/第III飛行隊の飛行隊長となり、東部戦線のオレル地域でBf 109に搭乗して戦った。クルスクの戦いでの幾多の激しい戦闘でロージヒカイトの部隊は退却するドイツ軍の援護を行った。
1944年4月1日にロージヒカイトはJG 51の戦闘航空団司令になり、赤軍の前進と共に悪化する戦況の中で飛び続けた。1945年4月に騎士鉄十字勲章を授与され、ロージヒカイトはチェコスロバキアで第77戦闘航空団（JG 77）の戦闘航空団司令として戦争を終えた。
戦後、ロージヒカイトは民間人の生活に戻り政治とビジネスに傾注した。1946年に自由民主党（FDP）の政務官となり、1946年から1978年まで公益事業会社の事業代表とマーケッティング・マネージャーを務めた。
フリッツ・ロージヒカイトは1994年1月14日にヒュンクセで死去した。

## 受勲
- 剣付スペイン十字章銀章
- ドイツ十字章金章（1943年10月17日）
- 鉄十字章
  - 2級
  - 1級
- 騎士鉄十字章（1945年4月28日）